# 孔何齐
孔何齐（？—？），孔子十五代孙，孔吉嫡子。
绥和元年（前8年）二月甲子，孔何齐以殷商后裔孔子嫡孙孔吉嫡子的身份被封为殷绍嘉侯，有食邑一千六百七十户，建国于汝南郡新郪县。绥和元年三月或八月，孔何齐与周承休侯姬党均进爵为公爵，封地均为百里。建平二年（前5年），孔何齐的食邑增封九百三十二户。元始二年（2年）或元始四年（4年），改封为宋公。

## 家族
兒子:孔弘